# Mosca de la fruita
|  | No s'ha de confondre amb drosòfila. |

La mosca de la fruita o mosca del Mediterrani (Ceratitis capitata) és una espècie de dípter de la família dels tefrítids. És una plaga per a diversos arbres fruiters sobre tot dels cítrics.

## Filogènia i biogeografia
És originària de la costa occidental d'Àfrica, on viuen espècies molt properes, des d'on s'ha estès a altres zones temperades, subtropicals i tropicals dels dos hemisferis. Es considera una espècie cosmopolita, per la seva dispersió, deguda al transport de productes realitzats per l'home. És a la llista de les 100 espècies invasores més dolentes d'Europa.
Tot i el seu origen, també l'anomenen mosca mediterrània de la fruita, ja que als països mediterranis és on la seva incidència econòmica s'ha fet més patent, afectant nombrosos cultius, sobretot cítrics i altres fruiters. A la península Ibèrica es distribueix per tota la zona sud i les regions mediterrànies. Arriba a condicions òptimes en les regions situades més a l'interior.

## Descripció dels tipus
La mida dels adults és menor que la mosca domèstica (4-5 mm de longitutd) i amb colors vius (groc, blanc i negre). El tòrax és gris amb taques negres i llargs pèls. L'abdomen presenta franges grogues i grises. Les potes són groguenques. Tenen ales irisades, amb taques grises, grogues i negres. La femella posseeix un abdomen en forma cònica acabat en un fort oviscapte en el que s'insereixen abundants sedes sensorials grogues i negres.
Els ous són blancs, allargats i lleugerament corbats; de colors groguencs després de la posta. La seva mida mitjana és de 1mm x 0.2 mm.
Les larves són petites, blanquinoses i amb la part anterior situada a l'extrem agut del cos, la part posterior és més ampla. Després d'efectuar dues mudes, arriba al seu desenvolupament complet presentant un color blanc o groc amb taques color crema, ataronjades o vermelloses, segons el tipus d'aliments al seu interior. Mesura 9 mm x 2 mm.
L'estadi larvari es prolonga durant 6-11 dies en condicions favorables.
Les pupes, un cop conclosa l'última muda, presenten el recobriment protector en forma de barril amb la superfície llisa i marró. Quan l'adult surt (entre 6-15 dies), la pupa es desclou transversalment, per un dels extrems.

## Cicle biològic
La durada del cicle depèn de la temperatura. L'activitat es redueix durant l'hivern, que pot passar en estat de pupa. Si la temperatura puja per sobre de 14 °C es reactiva. En zones de clima suau poden completar entre 6 a 8 generacions anuals. L'insecte surt del pupari que es troba enterrat a prop d'arbres i busca un lloc assolellat, 15 minuts després els teguments s'endureixen i adopta la coloració típica de l'espècie.
Després comença a volar, ja que les seves ales estan desenvolupades, els seus òrgans sexuals encara no. Realitza vols curts i es posa on trobi matèries ensucrades, amb predilecció pels fruits, ja que són necessàries per a la seva maduresa sexual. La trobada entre el mascle i la femella es produeix quan el mascle exhala una secreció olorosa que és reconeguda per la femella, és un atractiu sexual que facilita la cópula. La femella fecundada inicia la posta en la polpa de la fruita, atretes per l'olor i el color (prefereixen el groc i el taronja per això els fruits verds no són atacats).
Una sola còpula en la vida de la femella és suficient per a la fertilització contínua dels ous. Si les temperatures són favorables els ous es desclouen en aproximadament 2 dies. Les larves s'alimenten de la polpa de la fruita on produeixen galeries. Una vegada surten del fruit, viuen al sòl on realitzen la seva fase de pupa sota les fulles seques.